# Капитани, Отелло
Оте́лло Капита́ни (итал. Otello Capitani, 17 марта 1890, Модена, Эмилия-Романья — 20 сентября 1912, Мисрата) — итальянский гимнаст. Участник летних Олимпийских игр 1908 года, бронзовый призёр чемпионата мира 1909 года.

## Биография
Отелло Капитани родился 17 марта 1890 года в итальянском городе Модена.
Выступал в соревнованиях по спортивной гимнастике за «Панаро» из Модены.
В 1908 году вошёл в состав сборной Италии на летних Олимпийских играх в Лондоне. В личном многоборье занял 21-е место, набрав 266,75 балла и уступив 50,25 балла завоевавшему золото Альберто Бралье из Италии.
В 1909 году завоевал бронзу на чемпионате мира в Люксембурге. Сборная Италии, за которую также выступали Пьетро Борги, Альберто Бралья, Анжело Маццонкини, Гвидо Романо и Джорджо Дзампори, заняла 3-е место в командном многоборье.
Погиб 20 сентября 1912 года в османском городе Мисурата (сейчас в Ливии) во время боя в ходе итало-турецкой войны.